# Усть-Джегутинская МГЭС
Усть-Джегутинская МГЭС — малая гидроэлектростанция на реке Кубань, в г. Усть-Джегуте Карачаево-Черкессии. Для создания напора станция использует сооружения Усть-Джегутинского гидроузла. Одна из самых новых гидроэлектростанций России — введена в эксплуатацию в 2020 году. Собственник станции — ПАО «РусГидро»

## Конструкция станции
По конструкции Усть-Джегутинская МГЭС представляет собой плотинную гидроэлектростанцию с деривационной компоновкой здания ГЭС. Установленная мощность ГЭС — 5,6 МВт, проектная среднегодовая выработка электроэнергии — 25,6 млн кВт·ч. Конструкция станции предусматривает возможность расширения с монтажом ещё одной нитки напорных водоводов и третьего гидроагрегата, после чего мощность станции возрастёт до 8,4 МВт. Сооружения гидроэлектростанции согласно проекту включают в себя:.
- подводящий канал в Усть-Джегутинском водохранилище;
- водоприёмник сифонного типа, размещенный в левой части существующей плотины Усть-Джегутинского гидроузла и оборудованный рыбозащитным сооружением.
- двухниточный напорный трубопровод, длина каждой нитки 306,3 м, диаметр 2,2 м. По конструкции трубопровод состоит из открытой металлической части длиной 247,6 м и закрытой железобетонной части длиной 58,7 м;
- здание ГЭС;
- отводящий канал с переливной дамбой.

В здании ГЭС смонтированы два вертикальных гидроагрегата мощностью по 2,8 МВт, а также подготовлено место для монтажа ещё одного такого же гидроагрегата. Гидроагрегаты оборудованы поворотно-лопастными турбинами К171/6/1300-500 с диаметром рабочего колеса 1,3 м, работающими на расчётном напоре 31,1 м. Гидротурбины приводят в действие гидрогенераторы СВ 260/47-12 УХЛ4. Производитель гидротурбин — венгерская фирма Ganz EEM (входит в концерн Росатом), генераторов — группа «Русэлпром». Особенностью станции является отсутствие силовых трансформаторов — электроэнергия выдаётся в энергосистему через комплектное распределительное устройство (КРУ) на генераторном напряжении 6,3 кВ по двум линиям электропередачи на подстанцию Головная.

## Строительство
В 1957 году было начато строительство первой очереди Большого Ставропольского канала, в состав объектов которого входил и Усть-Джегутинский гидроузел, обеспечивающий забор воды в канал. В 1962 году Усть-Джегутинский гидроузел был введён в эксплуатацию. При этом не забираемые в канал объёмы воды (санитарный и паводковый сток) пропускались вниз через водосброс, что создавало предпосылки для создания на гидроузле гидроэлектростанции.
Институтом «Мособлгидропроект» в 1994—1995 годах был разработан рабочий проект Усть-Джегутинской малой ГЭС. Этот проект был рассмотрен госэкспертизой и рекомендован для утверждения, но строительство станции начато не было. В 2014 году проект Усть-Джегутинской ГЭС прошёл конкурсный отбор проектов новой генерации, функционирующих на основе возобновляемых источников энергии, что обеспечивало его окупаемость. Ранее утверждённый проект не мог быть реализован, поскольку за прошедшее время ситуация существенно изменилась — на запланированном для строительства ГЭС участке был возведён новый водосброс, увеличилась сейсмичность территории, необходимо было учесть последствия прохождения по Кубани катастрофических паводков 2002 и 2005 годов. В связи с этим в 2015—2016 годах АО «ИГХ-Рус» разработал новый технический проект станции, в 2017—2018 годах этот проект был переработан институтом «Гидропроект».
Строительство Усть-Джегутинской МГЭС стартовало в 2017 году. В 2018 году были начаты укладка бетона, монтаж напорного трубопровода и закладных частей гидротурбин. Станция была введена в эксплуатацию 10 ноября 2020 года.

Сооружения и оборудование Усть-джегутинской МГЭС
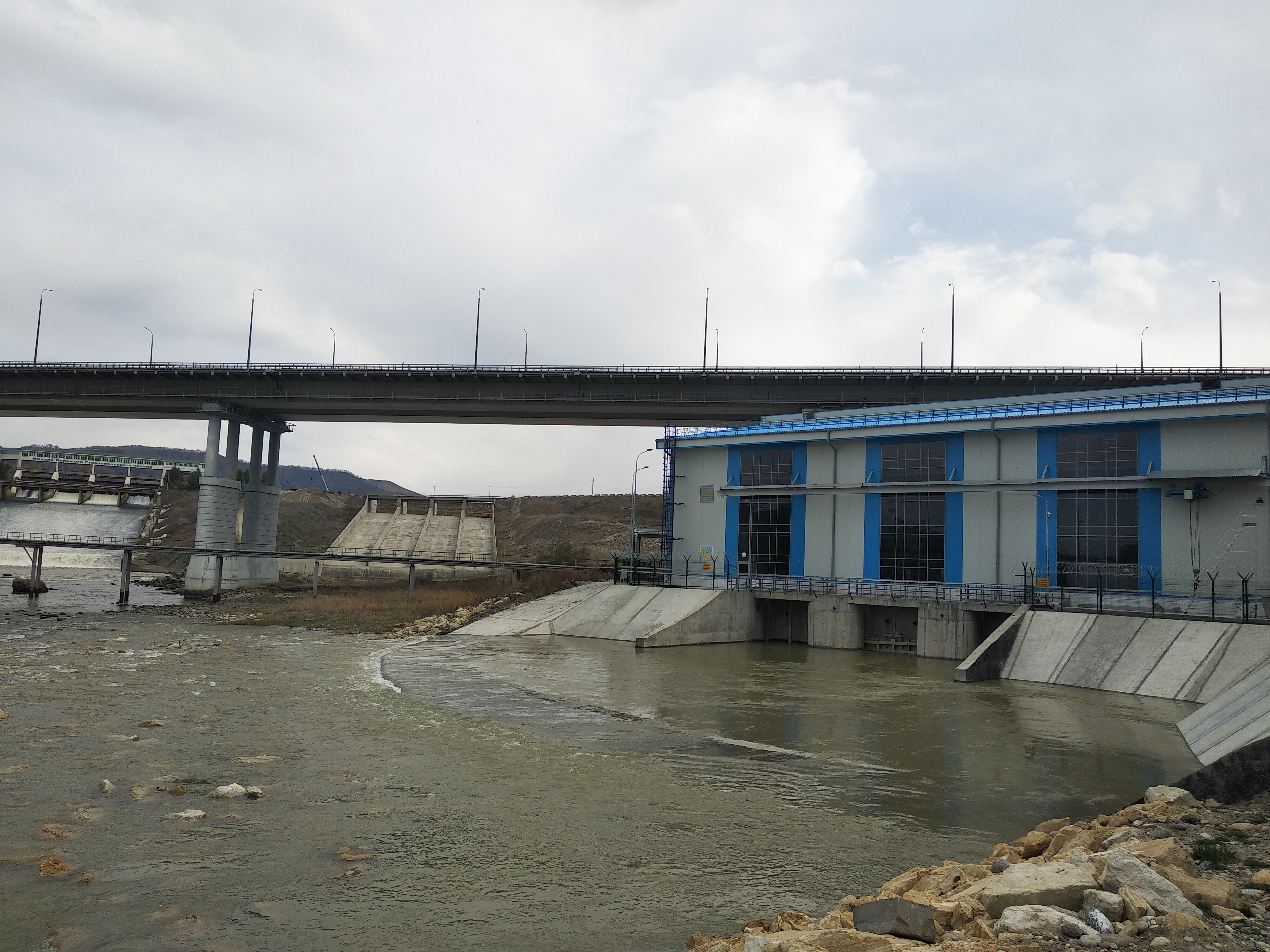
Здание ГЭС с нижнего бьефа
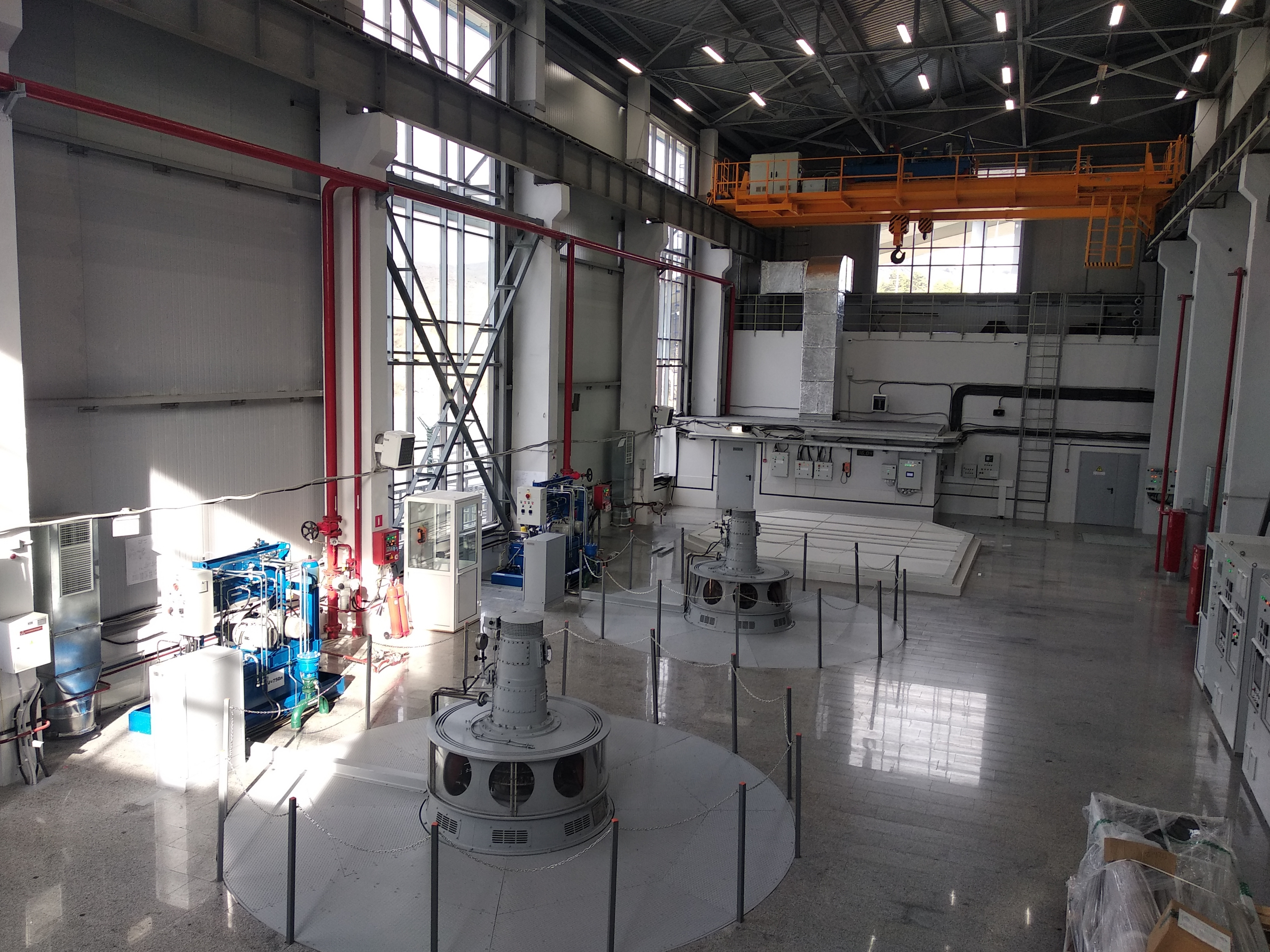
Машинный зал
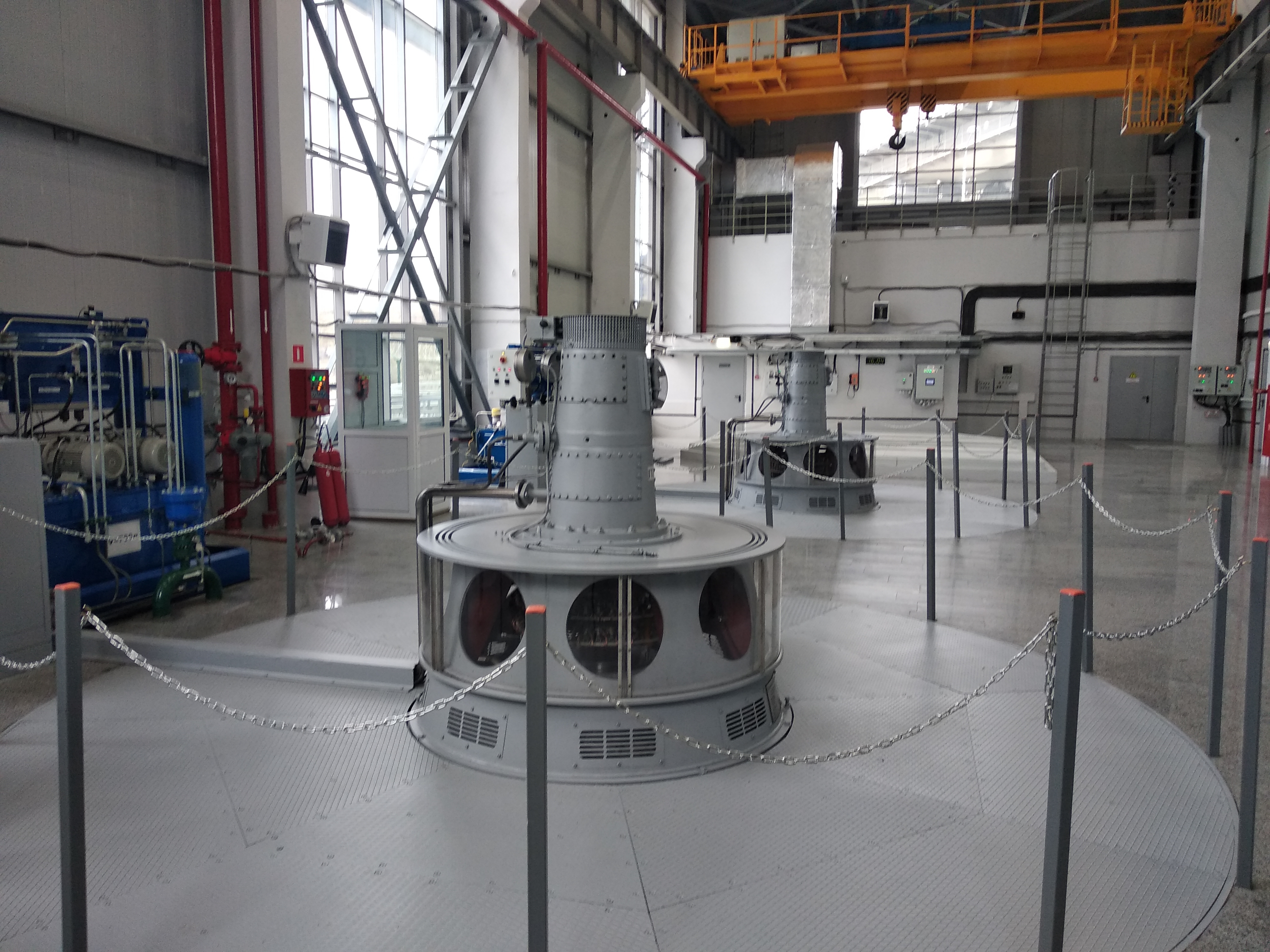
Гидроагрегаты
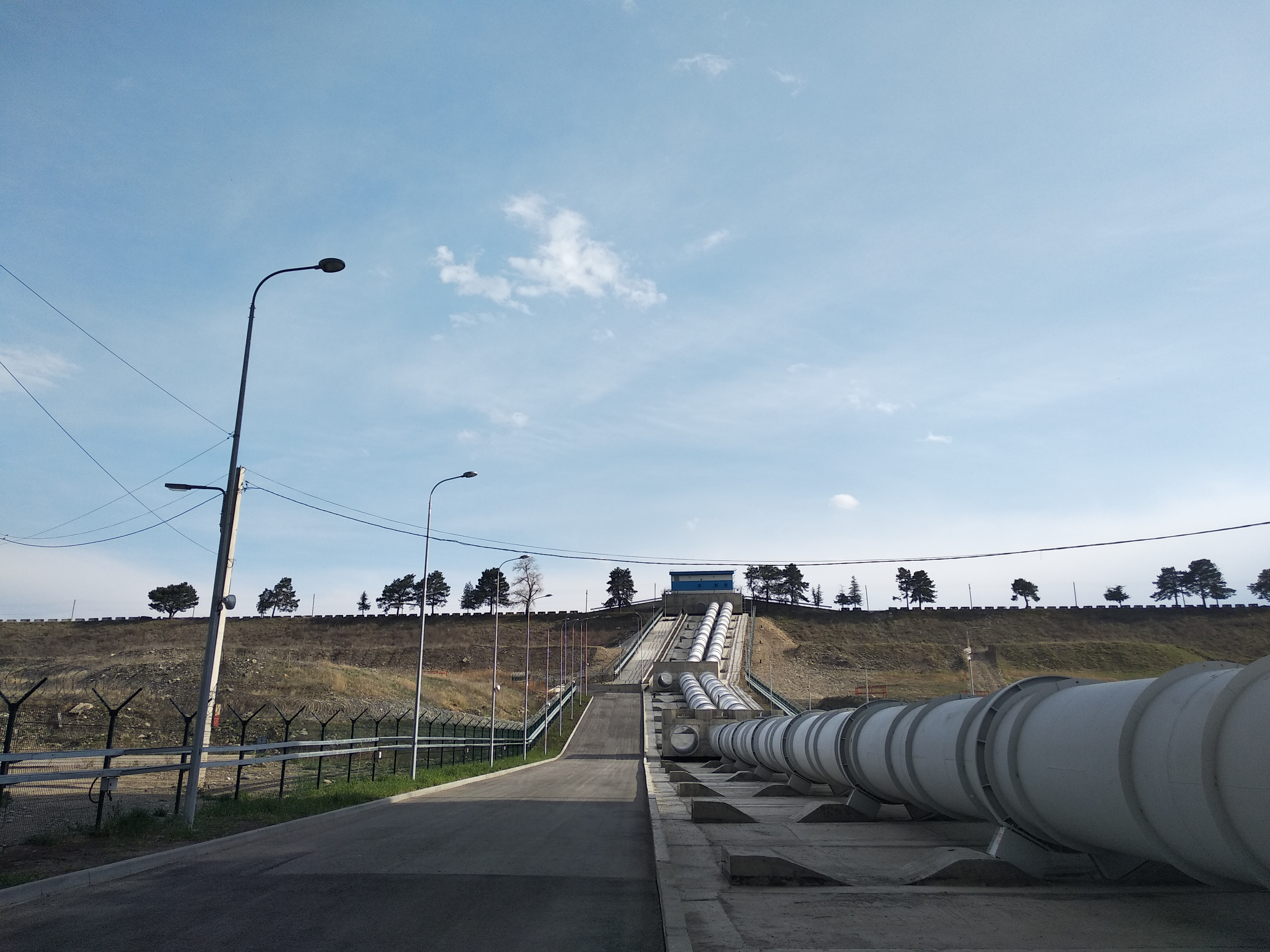
Напорные водоводы